# 泰亞利·圖索
蒂埃里·圖索（法語：Thierry Tusseau，1958年1月19日—）是一名法國前職業足球運動員，在場上司職左後衛。作為法國球隊波爾多的球員（1983年-1986年），他是1986年國際足協世界盃的法國國家隊成員和1984年歐洲國家盃冠軍球隊的成員。

## 球會生涯
圖索出生在馬恩河谷省馬恩河畔諾讓。在他的整個職業生涯中，他曾效力南特(1977年-1983年)、波爾多(1983年-1986年)、 巴黎競技俱樂部(1986年-1988年)和蘭斯(1988年-1991年)。

## 國際賽生涯
圖索是法國國家隊的成員，在法國舉辦的1984年歐洲國家盃為東道主贏得冠軍，後來還與法國國家隊一起參加1986年國際足協世界盃。在1970年代和1980年代效力國家隊期間，圖索總共為法國國家隊出場22次，卻沒有入球。

## 外部連結
- 泰亞利·圖索 （页面存档备份，存于）於footballdatabase.eu網頁 (存檔)